# Filosofia della scienza

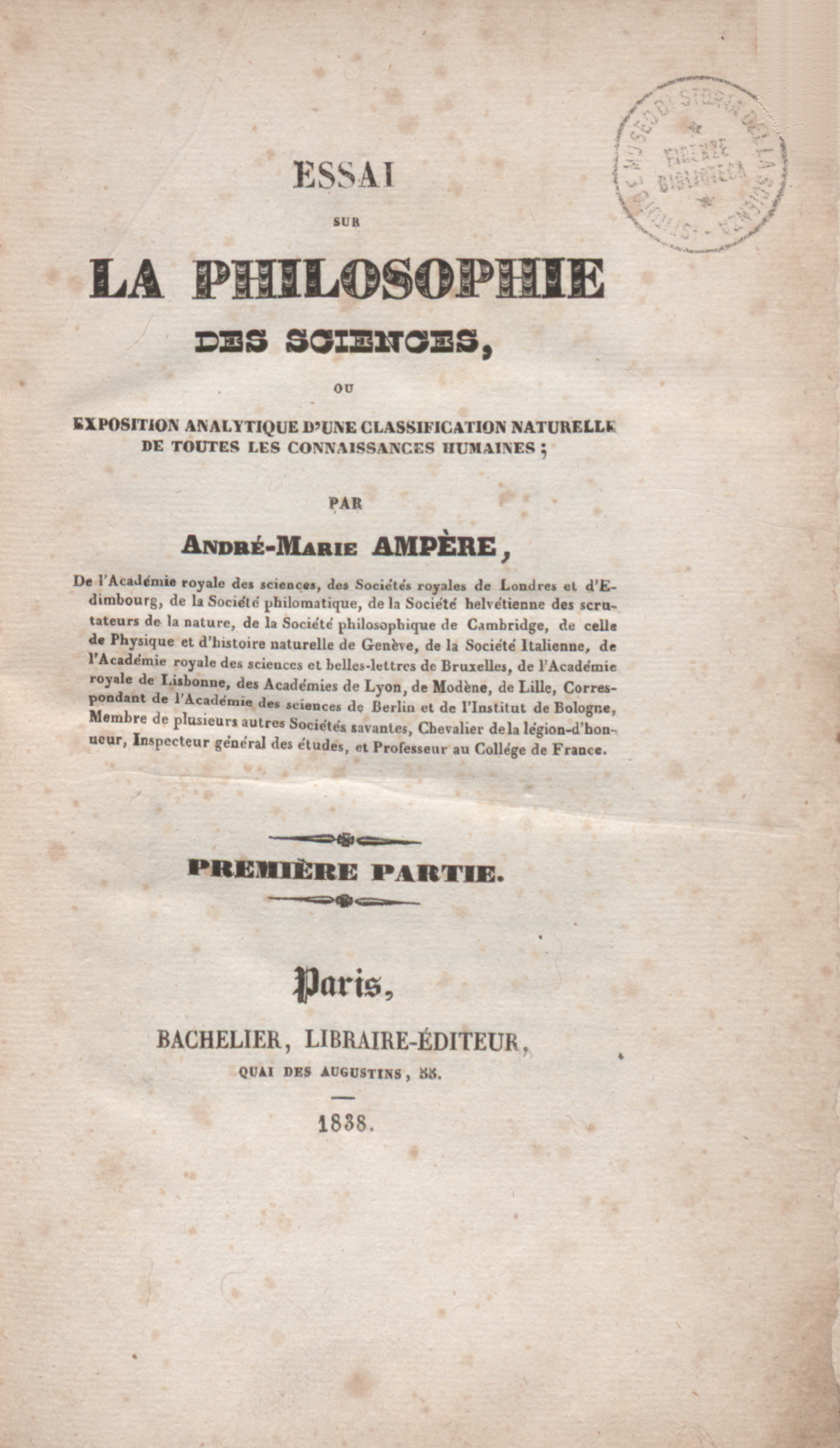
André-Marie Ampère, Saggio sulla filosofia della scienza (Essai sur la philosophie des sciences), 1838.

La filosofia della scienza è la branca della filosofia che studia i fondamenti, gli assunti e le implicazioni della scienza, sia riguardo alla logica e alle scienze naturali, come la fisica, la chimica, la biochimica o la biologia, sia riguardo alle scienze sociali, come la sociologia, la psicologia o l'economia. Le principali sezioni della filosofia della scienza sono la filosofia della matematica, la filosofia della fisica, la filosofia della chimica e la filosofia della biologia.
In parte legata alla filosofia della conoscenza nota come gnoseologia e, in misura maggiore, all'epistemologia, essa cerca di spiegare la natura dei concetti e delle asserzioni scientifiche, i modi in cui essi vengono prodotti; come la scienza spiega la natura, come la predice e come la utilizza per i suoi fini; i mezzi per determinare la validità delle informazioni; la formulazione e l'uso del metodo scientifico; i tipi di ragionamento che si usano per arrivare a delle conclusioni; le implicazioni dei metodi scientifici, con modelli dell'ambiente scientifico e della società umana circostante.

## Descrizione

### Rapporto con le discipline filosofiche e scientifiche
Nella più diffusa accezione, la filosofia della scienza è l'indagine su come avviene la conoscenza scientifica. Essa ha ampie sovrapposizioni con l'epistemologia e diversi temi in comune con il problema della demarcazione. Quando si deve identificare cosa esiste, quale che sia l'oggetto di cui si parla, saranno coinvolte anche l'ontologia e la gnoseologia. Nella filosofia della scienza ha una certa importanza anche la logica sia per i suoi rapporti con i metodi deduttivi, che per i suoi stretti legami con la filosofia della matematica.
La filosofia della scienza può anche essere declinata al plurale, come riflessione interna ad una comunità scientifica sugli aspetti filosofici relativi ad una comune disciplina di competenza, si ottengono così la filosofia della fisica, la filosofia della matematica ed altre filosofie settoriali. In questo approccio, a volte circoscritto alle problematiche scientifiche, si evidenzia la sua principale differenza dall'epistemologia. Il concetto della limitata possibilità della scienza di spiegare l'interezza dei fenomeni naturali è stato affrontato da numerosi autori, tra i quali nel XX secolo il francese Pierre Lecomte du Noüy.

### Aspetti complementari
Fa parte della filosofia della scienza anche l'etica della scienza, che si occupa degli aspetti morali dell'attività scientifica. "La scienza come istituzione implica un tacito contratto sociale tra gli scienziati così che ciascuno dipende dall'affidabilità degli altri [...] l'intero sistema cognitivo della scienza è radicato nell'integrità morale del complesso dei singoli scienziati".
In questo settore da rammentare il rapporto fra finanza e ricerca, le tecnologie e nuove definizioni scientifiche, la filosofia della medicina e filosofia della scienze biomediche, l'etica della manipolazione biomedica della vita; ha avuto per l'appunto particolare sviluppo negli ultimi anni la bioetica per le numerose implicazioni che si hanno nel campo delle attività sperimentali, mediche ed ospedaliere.
La filosofia della scienza inoltre considera inosservabili alcuni aspetti oggetti di studio come le particelle atomiche, la forza di gravità, la causa, la credenza o le motivazioni.

## Storia dei metodi di ricerca

### Antichità
L'origine storica dei temi della filosofia della scienza nasce con la filosofia greca, e viene sviluppata in particolare nelle opere di Platone relative alla conoscenza e alla maieutica, nelle opere di Aristotele di Logica e di Metafisica e nelle opere dei filosofi stoici, in particolare di Crisippo su temi di Logica.

### Rivoluzione scientifica

#### Galileo, Cartesio, Bacone
Nel periodo medioevale si ha uno sviluppo dei temi logici già trattati dagli autori classici antichi ed è con il "rinascimento scientifico" che vengono sviluppati in modo sistematico i temi di questa disciplina, in particolare da Galileo Galilei, da Renato Cartesio e da Francesco Bacone.
Galileo indicò come elementi fondamentali del metodo scientifico due procedimenti: l'elaborazione di una teoria da esprimere in forma di deduzioni matematiche, e le conseguenti applicazioni tecniche su di essa in modo da poterla sottoporre a controlli sperimentali. In particolare indica questo metodo con alcuni cenni nei suoi dialoghi all'alternanza di due fasi specifiche nel procedimento di ricerca scientifica, che sono:
- "sensate esperienze" intese come osservazioni ed esperimenti scientifici
- "necessarie dimostrazioni" intese come dimostrazioni geometriche e matematiche

Il filosofo francese Cartesio sviluppò poi i temi di filosofia della scienza in modo più sistematico nel Discorso sul metodo. La filosofia e il metodo di Cartesio sono considerati razionalisti in quanto è prevalente l'impostazione razionale e deduttiva rispetto alla componente sperimentale. La deduzione è il metodo con cui dai principi generali, si possono ricavare i teoremi matematici e la spiegazione dei fenomeni naturali.
Cartesio nel Discorso sul metodo indicò in quattro punti i procedimenti della conoscenza razionale:
- metodo dell'evidenza
- metodo dell'analisi
- metodo della sintesi
- metodo dell'enumerazione.

Il filosofo inglese Francesco Bacone sviluppò invece i primi studi sistematici sull'applicazione del metodo induttivo nella ricerca scientifica. L'induzione è il metodo con il quale si possono scoprire principi generali, partendo dall'osservazione e dal confronto di molti fenomeni naturali e sperimentazioni di laboratorio. Secondo Bacone il procedimento induttivo viene sviluppato con l'ausilio di tre tavole nelle quali il ricercatore riporta diversi aspetti delle sue osservazioni naturalistiche e delle sue sperimentazioni di laboratorio. Le tre tavole descritte da Bacone sono:
- "tavola della presenza" in cui riporta quando il fenomeno e le sue cause si verificano
- "tavola dell'assenza" in cui riporta quando il fenomeno e le sue cause non si verificano
- "tavola dei gradi" in cui riporta le variazioni rilevate negli esperimenti.

#### Newton
Agli studi innovativi compiuti dai tre grandi studiosi rinascimentali di filosofia della scienza, Galileo, Cartesio e Bacone, seguirono gli approfondimenti fatti da Isaac Newton nella seconda metà del Seicento. Nel suo trattato fondamentale di fisica e meccanica, Principi matematici della filosofia naturale (1687), Newton indicò in quattro punti i metodi della ricerca scientifica:
- non dobbiamo ammettere spiegazioni superflue dei fenomeni naturali
- a uguali fenomeni corrispondono uguali cause;
- le qualità uguali di corpi diversi debbono essere ritenute universali di tutti i corpi;
- proposizioni ricavate per induzione da esperimenti si considerano vere fino a prova contraria.

In particolare l'ultima regola viene in genere ricollegata alla sua celebre frase «Hypotheses non fingo», con la quale Newton intendeva rifiutare ogni teoria scientifica che non derivi da un'approfondita verifica sperimentale.

### Illuminismo e Positivismo
Gli studi di filosofia della scienza ebbero ampio sviluppo nel Settecento, detto secolo dei lumi. Fra i principali studiosi dell'epoca illuminista si ricordano gli inglesi John Locke e David Hume, il matematico svizzero Leonardo Eulero, e gli enciclopedisti francesi Jean Baptiste Le Rond d'Alembert e Denis Diderot.
Nell'Ottocento vennero poi sviluppati studi originali sui metodi induttivi dal filosofo inglese John Stuart Mill. È rilevante anche la classificazione delle scienze compiuta dal filosofo francese Auguste Comte. Gli studi di questi due filosofi si inquadrano in genere nel movimento del positivismo ottocentesco, che approfondì aspetti generali, in relazione al rapporto fra scienza e filosofia.

### Novecento
Nel Novecento si è avuto un ampio dibattito sui temi di filosofia della scienza in virtù anche della nascita della fisica moderna e dello sviluppo notevole di altre discipline scientifiche dalla chimica alla biologia.
Agli inizi del Novecento furono fondamentali gli studi degli storici e filosofi Pierre Duhem e Ernst Mach che ispirarono i filosofi riuniti nel Circolo di Vienna. Il "Circolo di Vienna" fu un gruppo di filosofi che si riunivano regolarmente a Vienna dal 1922 fino al 1936 per discutere su temi di filosofia della scienza. Fra gli elementi di questo gruppo sono stati attivi soprattutto Rudolf Carnap, Moritz Schlick e Hans Hann. Da menzionare nel dibattito sulla filosofia della scienza, specie relativamente a Popper, Paul Karl Feyerabend. Karl Popper, frequentatore occasionale del circolo di Vienna, contestò il tema della verificabilità sperimentale, a cui contrappose il criterio della falsificabilità.
La stessa induzione, che è parte del metodo scientifico, viene messa in discussione (vedi la celebre metafora tacchino induttivista di Bertrand Russell ripreso poi anche da Karl Popper). Più o meno negli stessi anni si sviluppò, grazie all'iniziativa di Hans Reichenbach, il Circolo di Berlino, il quale si occupò di tematiche analoghe, ma con particolare attenzione alla causalità, alla statistica ed al potere predittivo della scienza.
Dopo lo scioglimento del Circolo di Vienna nel 1936, gli studi in questa disciplina continuarono in varie università europee e americane. Fra gli sviluppi degli ultimi decenni del Novecento si ricordano gli importanti contributi del filosofo statunitense Thomas Kuhn e dell'ungherese Imre Lakatos legati ai programmi di ricerca e al progressivo sviluppo ed evoluzione delle teorie scientifiche.
In particolare, Kuhn criticò parzialmente il falsificazionismo popperiano sul punto relativo all'accantonamento della teoria in caso di confutazione di un suo elemento empirico, sostenendo che si sarebbe dovuto accantonare solamente quel singolo elemento e non la teoria nel suo complesso. Anche Lakatos, pur accogliendo favorevolmente l'impostazione filosofica popperiana, vi mosse dei rilievi, sostenendo che non sono mai le singole confutazioni di fatti empirici a determinare l'abbandono di una teoria, perché la messa in discussione della verità scientifica riguarderebbe solo un aspetto marginale di essa, non il suo nucleo centrale, che sebbene risulti indebolito nella sua certezza complessiva, continuerebbe ad essere accettato per vero. Affinché una teoria generale sia abbandonata, occorre piuttosto, secondo Lakatos, che si progetti un nuovo programma complessivo di ricerca scientifica che sappia meglio rendere ragione degli eventi: non è la falsificazione di per sé a far progredire la scienza, bensì lo spirito di ricerca e l'inventiva umana.
Nell'ambito di altre correnti filosofiche conseguenti allo scioglimento del Circolo di Vienna, notevole importanza assumeranno anche le ricerche della scuola di Poznań e di filosofi come Leszek Nowak, che ha introdotto il concetto di idealizzazione nella filosofia della scienza. Da menzionare anche il pensiero di Jacques Monod per i suoi contributi alla filosofia della biologia.
Negli ultimi anni, sempre più personalità legate all'ambito scientifico hanno criticato l'utilità della filosofia in generale e della filosofia della scienza in particolare, spesso definendole "morte". Fra questi, Stephen Hawking, Richard Feynman, Lawrence Krauss, Steven Weinberg, Neil deGrasse Tyson ed Edoardo Boncinelli; in netto contrasto con questa opinione sono invece Carlo Rovelli e Étienne Klein.

#### Filosofia della scienza in Italia nel Novecento

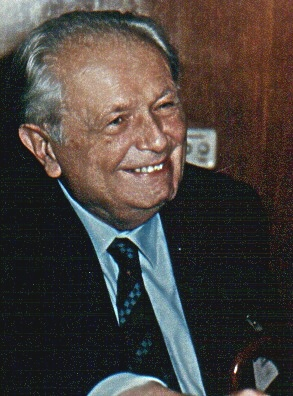
Ludovico Geymonat

Fra gli scienziati e matematici italiani che hanno approfondito i temi di filosofia della scienza fra fine Ottocento e gli inizi del Novecento si ricordano in particolare Federigo Enriques e Giuseppe Peano.
Il matematico livornese Federigo Enriques, oltre a numerosi trattati di didattica della matematica, sviluppò anche saggi molto approfonditi di storia della scienza e di filosofia della matematica, confutando alcune formulazioni scettiche in questo campo, in particolare elaborate dai filosofi idealistici e kantiani.
Il matematico torinese Giuseppe Peano sviluppò in particolare trattati di logica simbolica, con una impostazione deduttiva della matematica, dai fondamenti della geometria e dell'aritmetica, fino agli sviluppi più avanzati dell'analisi matematica.
Agli inizi del Novecento si ebbe tuttavia, nella cultura accademica italiana, una forte reazione anti scientista e anti positivista. 
L'idealismo imperante trovò espressione nella riforma gentiliana della scuola, che privilegiò la cultura umanistica, e nella concezione svalutativa della scienza di Benedetto Croce. Secondo Croce, il contenuto informativo delle scienze si riferisce solamente a casi particolari, che esse sono incapaci di inquadrare in una visione organica d'insieme, universale, resa possibile solo da una prospettiva idealista spirituale. Quest'ultima riuscirebbe a comprendere l'universalità della realtà nella sua storicità, mentre «le scienze la misurano bensì e la classificano come è pur necessario, ma non propriamente la conoscono, né loro ufficio è di conoscerla nell'intrinseco». Sostituendo i concetti con gli schemi, l'universale con la mera classificazione di «mucchietti di notizie», la scienza si basa in realtà su pseudoconcetti, producendo delle astrazioni, «un'empiria non pensata, bensì solidificata in formule, in idee di regolarità che fatalmente non possono avere riscontro in una vita reale», valide tutt'al più come strumenti pratici ma fittizi.
(Benedetto Croce, da Indagini su Hegel e schiarimenti filosofici, 1952)
Dopo la seconda guerra mondiale gli studi nel campo della filosofia della scienza furono condotti innanzitutto dal Centro Studi metodologici di Torino, ad opera di Ludovico Geymonat e Nicola Abbagnano. In particolare si devono a Geymonat i maggiori contributi in questa materia con la compilazione della grande opera sistematica Storia del pensiero filosofico e scientifico, stampata in più edizioni e numerosi volumi, in collaborazione con molti altri esperti delle varie discipline.
Per quanto riguarda gli italiani, tra gli studiosi che hanno fornito contributi alla filosofia della scienza del XX secolo si ricordano in particolare: Giuseppe Peano (1858 - 1932), Giovanni Vailati (1863 - 1909), Federigo Enriques (1871 - 1946), Valerio Tonini (1901 - 1992), Ludovico Geymonat (1908 - 1991), Giulio Preti (1911 - 1972), Giuliano Toraldo di Francia (1916 - 2011), Vittorio Somenzi (1918 - 2003), Francesco Barone (1923 - 2001), Paolo Rossi Monti (1923 - 2012), Ettore Casari (1933 - 2019), Evandro Agazzi (1934), Marcello Pera (1943), Giulio Giorello (1945 - 2020), Silvano Tagliagambe (1945), Giovanni Boniolo (1956), Mauro Dorato (1960), Telmo Pievani (1970).